# Nikolai Nikolajewitsch Zukanow

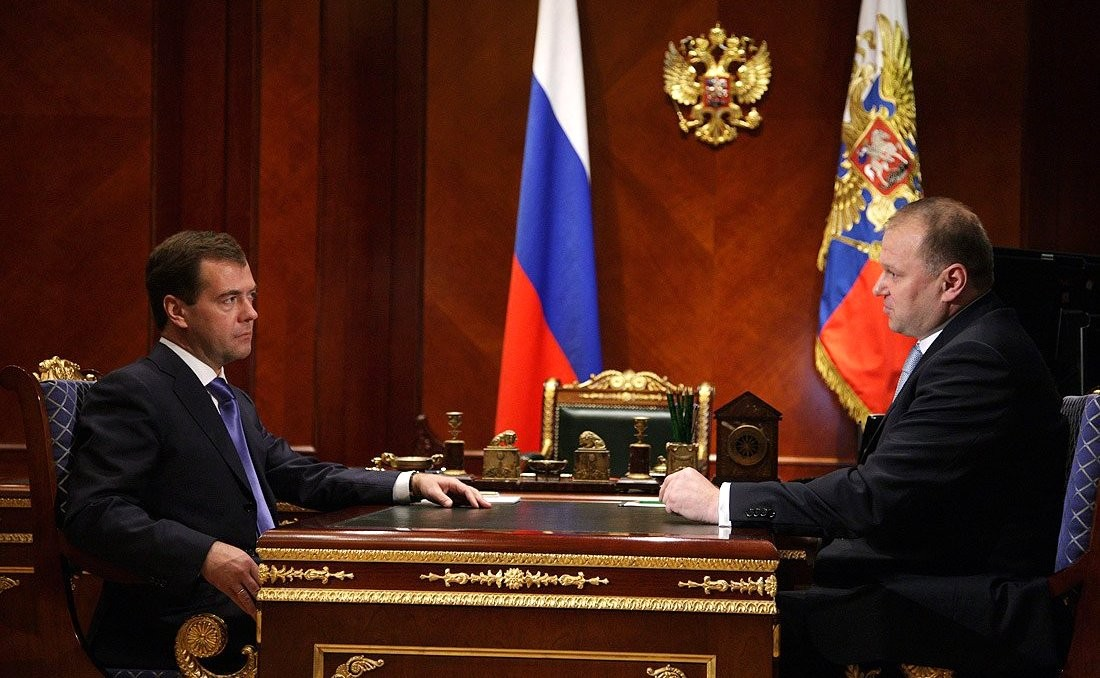
Dmitri Medwedew und Nikolai Zukanow

Nikolai Nikolajewitsch Zukanow (* 22. März 1965 in Lipowo, Oblast Kaliningrad) ist ein russischer Politiker. Er bekleidet den Rang eines Wirklichen Staatsrats 1. Klasse der Russischen Föderation.

## Leben
Nikolai Zukanow schloss 1999 ein Jurastudium an der Hochschule für Privatisierung und Unternehmertum in Moskau sowie 2002 ein Studium an der Staatlichen Technischen Tupolew-Universität in Kasan ab. Er hat den Grad eines Kandidaten der Psychologie.
Zukanow arbeitete einige Jahre als Jurist in der Privatwirtschaft, bis er 2005 zum politischen Oberhaupt des Rajon Gussew gewählt wurde. Von 2009 bis 2010 war er Vorsitzender des „Rates der Kommunen der Oblast Kaliningrad“. Seit 2010 ist er Vorsitzender der Kaliningrader Oblastorganisation der Partei Einiges Russland.
Am 23. August 2010 wurde Nikolai Zukanow vom russischen Präsidenten Dmitri Medwedew zum Nachfolger von Georgi Boos im Amt des Gouverneurs der Oblast Kaliningrad bestimmt. Eine Woche später wurde er von der lokalen Duma bestätigt und am 28. September 2010 offiziell in sein Amt eingeführt. Am 13. September 2015 wurde er bei der seit 15 Jahren ersten Direktwahl des Gouverneurs in seinem Amt bestätigt. Dabei erhielt er 70,4 % der von 38,6 % der Wahlberechtigten abgegebenen gültigen Stimmen. Am 28. Juli 2016 wurde er vom russischen Präsidenten Wladimir Putin von seinem Posten abberufen und gleichzeitig zum Bevollmächtigten Vertreter des Präsidenten im Föderationskreis Nordwestrussland ernannt. Am 25. Dezember 2017 folgte ihm Alexander Beglow nach, während Zukanow zum Assistenten des Präsidenten für Fragen der lokalen Selbstverwaltung ernannt wurde. Am 26. Juni 2018 ernannte Putin ihn wieder zu seinem Bevollmächtigten – diesmal im Föderationskreis Ural. Am 9. November 2020 wurde er entlassen.
Seit 2020 ist er Senior Vice President von Rostelekom für die Digitalisierung von Industrie und Forstwirtschaft.

## Kritik
Im Juli 2011 schrieben 1.200 Kaliningrader einen offenen Brief an den damaligen russischen Präsidenten Dmitri Medwedew. Sie beklagten die zunehmende Vetternwirtschaft in der Gebietsverwaltung, seit Nikolai Zukanow Kaliningrader Gouverneur geworden ist und forderten die Absetzung der gesamten Gebietsregierung.

## Familie
Nikolai Zukanow hat einen älteren Bruder namens Andrei.
Zukanow ist seit 2010 zum zweiten Mal verheiratet. Er hat einen Sohn aus erster Ehe: Juri (* 1987).